# Eduard Harant
Eduard Harant (19. května 1930 Vídeň – 16. července 2025) byl rakouský mediální podnikatel a vydavatel českého původu, významný podporovatel a mecenáš rakousko-českých vztahů a české kultury, školství a krajanů ve Vídni.
Působil jako ředitel nejstaršího rakouského nakladatelství Carl Gerold's Sohn a následně roku 1988 založil nakladatelství Compress, které zajišťovalo vnější mediální komunikaci Vídně a provozovalo 11 zahraničních kanceláří ve střední a východní Evropě (roku 2016 jej koupila společnost Wien Holding).
Podílel se na založení Rakousko-české společnosti (1994) a na vzniku Domu Dr. Karla Rennera v Dolních Dunajovicích (2005).
Roku 2014 obdržel od prezidenta Miloše Zemana druhé nejvyšší české státní vyznamenání, Řád T. G. Masaryka za vynikající zásluhy od rozvoj demokracie, humanity a lidských práv.